# Анхель-Кабада (муниципалитет)
Анхель-Кабада (исп. Ángel R. Cabada) — муниципалитет в Мексике, штат Веракрус, расположен в регионе Папалоапан. Административный центр — город Анхель-Кабада.

## История
Муниципалитет был выделен в 1931 году из муниципалитета Сантьяго-Тукстла и назван в честь Анхеля Росарио Кабады.

## Состав
В 2010 году в состав муниципалитета входило 33 населённых пункта. Крупнейшие из них:
| Русское название                        | Испанское название                      | Население |
| Всего в муниципалитете                  | Всего в муниципалитете                  | 33 528    |
| Анхель-Кабада                           | Ángel R. Cabada                         | 12 033    |
| Теколапан                               | Tecolapan                               | 2284      |
| Сан-Хуан-де-лос-Рейес (Луис-Валенсуэла) | San Juan de los Reyes (Luis Valenzuela) | 1646      |
| Тула                                    | Tula                                    | 1356      |
| Лос-Лириос                              | Los Lirios                              | 1292      |
| Хонегаль                                | Chonegal                                | 1208      |